# Notogrammitis
Notogrammitis, novi rod pravih paprati (papratnice) iz potporodice Grammitidoideae,. dio porodice Polypodiaceae, red Polypodiales. Kew ovaj rod tretira kao sinonim za Grammitis.
Postoje 12 vrste u Patagoniji, Australiji i Novom Zelandu. Rod je opisan u New Zealand J. Bot. 50: 465 (2012). 

## Vrste
1. Notogrammitis angustifolia (Jacq.) Parris
2. Notogrammitis billardierei (Willd.) Parris
3. Notogrammitis ciliata (Colenso) Parris
4. Notogrammitis crassior (Kirk) Parris
5. Notogrammitis garrettii (Parris) Parris
6. Notogrammitis givenii (Parris) Parris
7. Notogrammitis gunnii (Parris) Parris
8. Notogrammitis heterophylla (Labill.) Parris
9. Notogrammitis patagonica (C.Chr.) Parris
10. Notogrammitis pseudociliata (Parris) Parris
11. Notogrammitis rawlingsii (Parris) Parris
12. Notogrammitis rigida (Hombr.) Parris

## Sinonimi
Nema.